# Dust in the Wind (álbum)
Dust in the Wind é o segundo álbum de estúdio da cantora e compositora brasileira Paula Fernandes, lançado em 16 de fevereiro de 2007 pela EMI.
O álbum trás releituras de clássicos da música internacional.

## Produção
Produzido por Fernandes e Marcus Viana, o álbum é composto por doze faixas, sendo onze regravações de Kansas, Sarah McLachlan, Goo Goo Dolls, The Cranberries, Joan Osborne, Simon & Garfunkel, Metallica, Shania Twain, The Who, Roxette e uma música inédita, a faixa Sweet Water, composta por Viana. As canções são interpretadas em inglês, exceto a última faixa, interpretada em espanhol.

## Lista de faixas
| N.º            | Título                 | Compositor(es)                             | Duração |  |
| 1.             | "Dust in the Wind"     | Kerry Livgren                              | 3:40    |  |
| 2.             | "Fallen"               | Sarah McLachlan                            | 3:45    |  |
| 3.             | "Iris"                 | John Rzeznik                               | 3:38    |  |
| 4.             | "Ode to my Family"     | Dolores O'Riordan Noel Hogan               | 4:18    |  |
| 5.             | "Angel"                | McLachlan                                  | 5:35    |  |
| 6.             | "One of Us"            | Eric Bazilian                              | 4:25    |  |
| 7.             | "Sweet Water"          | Marcus Viana                               | 5:08    |  |
| 8.             | "The Boxer"            | Paul Simon                                 | 4:28    |  |
| 9.             | "Nothing Else Matters" | James Hetfield Lars Ulrich                 | 5:36    |  |
| 10.            | "Don't!"               | Shania Twain Robert John "Mutt" Lange      | 3:47    |  |
| 11.            | "Behind Blue Eyes"     | Pete Townshend                             | 4:03    |  |
| 12.            | "Un Día Sin Ti"        | Per Gessle Mats Persson Luis Gomes Escolar | 4:15    |  |
| Duração total: | Duração total:         | Duração total:                             | 52:41   |  |

## Vendas e certificações
| País         | Certificação | Vendas  |
| ------------ | ------------ | ------- |
| Brasil - PMB | Ouro         | 50.000+ |

## Créditos
Extraídos do encarte do álbum.
- Paula Fernandes - Voz, violão de aço, produção e arranjos
- Augusto Rennó - Violão de aço e viola de 12 cordas
- Marcus Viana - Violino, violoncelo, violino elétrico de 5 cordas, bandolim, flauta, teclados, produção e arranjos
- Naiana Papini - Voz em Angel
- Evandro Lopes - Gravação, mixagem e masterização
- José Carlos dos Anjos - Assistente de gravação
- Vicente Gomes - Produção executiva
- Patrícia Torres - Produção executiva
- Darcila Rodrigues - Assessoria de produção
- Daniel Moreira - Fotografia e tratamento de imagem
- Adriano Alves - Arte gráfica